# Hannes Loos
Hannes Loos (* 1913 in Weimar; † Februar 1987 in Düsseldorf) war ein deutscher Maler und Grafiker.

## Leben und Werk
Hannes Loos, in Weimar geboren, besuchte die Grundschule und das Gymnasium in Bochum, da sein Vater dort eine Anstellung als Konzertmeister bei den Philharmonikern hatte. Zunächst machte er eine Lehre als Plakatmaler und kehrte 1933 in seine Geburtsstadt Weimar zurück, um dort an der Hochschule für bildende Kunst, bis 1935 als Meisterschüler von Walther Klemm, zu studieren.
Nach dem Zweiten Weltkrieg ließ sich Hannes Loos in Düsseldorf nieder. Hier wurde er Mitglied im Verein der Düsseldorfer Künstler und im Künstlerverein Malkasten, mit etlichen Ausstellungsbeteiligungen. Auch war er Mitglied in dem 1957 gegründeten „Neuen Duisburger Künstlerbund“, der sich kurze Zeit später in die „Duisburger Sezession“ umbenannte und des „Bochumer Künstlerbundes“.
Hannes Loos war Maler, Zeichner, Grafiker und arbeitete in vielen Techniken, zu denen auch Radierungen, Holz- und Linolschnitt gehörten. Seine Themen waren Porträts, Motive von Musikanten und Instrumenten, Akte, teils abstrakt, und Landschaften sowie Impressionen von seinen Studienreisen durch Europa. Und für die Kammerspiele in Essen gestaltete er auch Bühnenbilder.
Seinen Unterhalt verdiente Loos sich mit Lehrtätigkeiten und als freier Grafiker. Er war als Dozent an den Volkshochschulen in Düsseldorf und Duisburg tätig und hatte auch Privatschüler. Zu der Vielzahl seiner Schüler gehörte unter anderen: Gottfried Heimrich (1924–2011), Ursula Kaechele (* 1939), Gerhard Bereden (* 1940), Bernd Jußenhoven (* 1942), Edith Laue (* 1949), Ulrike Schlösser (* 1950), Renate Rothe (* 1952).
Die Grabstätte von Hannes Loos befindet sich auf dem Friedhof Stoffeln im Düsseldorfer Süden. Seine Frau Margrit Loos (* 1923) wurde 2012 an seiner Seite beerdigt.

## Einzelausstellungen (Auswahl)
- 1936: Städtische Gemäldegalerie Bochum
- 1938: Donndorf-Museum, Weimar
- 1951 und 1952: Ausstellungen in Bühl, Achern und Rastatt
- 1957: Galerie am Dom, Frankfurt am Main
- 1957: Galerie „Club des 4 vents“, Paris
- 1963: Maison d’Art Alsacienne, Straßburg
- 1964: Goethe-Institut, Casablanca
- 1970: Galerie Atlantis, Duisburg
- 1973: Niederrheinisches Museum, Duisburg
- 1975: Haus Peschken, Städtische Galerie der Stadt Moers
- 1978: Penta-Galerie, München